# Яаков Шимшон Шапіра
Яаков Шимшон Шапіра (івр. יעקב שמשון שפירא; нар. 11 квітня 1902, Єлисаветград, Херсонська губернія, Російська імперія — 14 листопада 1993, Ізраїль) — ізраїльський юрист і політик-сіоніст.

## Біографія
Шапіра народився в Єлисаветграді, повітовому центрі Херсонської губернії, у 1902 році. Він навчався в єшиві, а згодом вивчав медицину в Харківському університеті. Він був активним соціалістом–сіоністом і був ув'язнений за свій активізм з 1923 по 1924 рік. У 1924 році він іммігрував до Підмандатної Палестини та приєднався до групи «Завоювання працею» в Петах-Тікві, де працював садівником. Він був одним із засновників кібуцу Гів'ат ха-Шлоша. Він був секретарем організації «Ахдут ха-Авода» в Єрусалимі та членом Єрусалимської робітничої ради.
Він вивчав право в Єврейському університеті та отримав сертифікацію юриста.

## Юридична кар'єра
У 1934 році він переїхав до Хайфи, щоб займатися юридичною практикою, і керував там офісом до 1948 року. Він представляв Гаґану та інші групи перед мандатною владою. Після створення держави Ізраїль він став Генеральним директором Міністерства юстиції, а з 1948 по 1950 рік був першим Генеральним прокурором Ізраїлю.
У листопаді 1948 року він очолив офіційне розслідування заяв про напади Армії оборони Ізраїлю на цивільне населення.

## Політична кар'єра
У 1951 році його було обрано до другого скликання Кнесету від партії Мапай, і він був членом Палати представників та комітетів Конституції, права та правосуддя. У третьому Кнесеті він також був головою фракції Мапай. У 1955 році він пішов у відставку з Кнесету через звинувачення в тому, що його участь у нафтовому бізнесі була недоречною для представника робітничої партії. У 1966—1973 роках (за винятком короткого періоду в 1972 році, коли його замінила Голда Меїр) він був міністром юстиції. У 1969 році його було обрано до Кнесету сьомого скликання від партії «Маарах» та знову став членом комітету з питань Конституції, права та правосуддя. Як міністр юстиції, він виступав проти анексії Східного Єрусалиму після Шестиденної війни, віддаючи перевагу застосуванню військового правління. Він також виступив проти урядового плану переміщення підкорених арабів до інших країн, заявивши: «Вони є мешканцями цієї землі, а сьогодні ви нею керуєте. Немає жодної причини забирати арабів… і переміщувати їх до Іраку». Після війни Судного дня він пішов у відставку з уряду після того, як його вимоги звільнити міністра оборони Моше Даяна були відхилені.